# Les Boucles Drôme-Ardèche

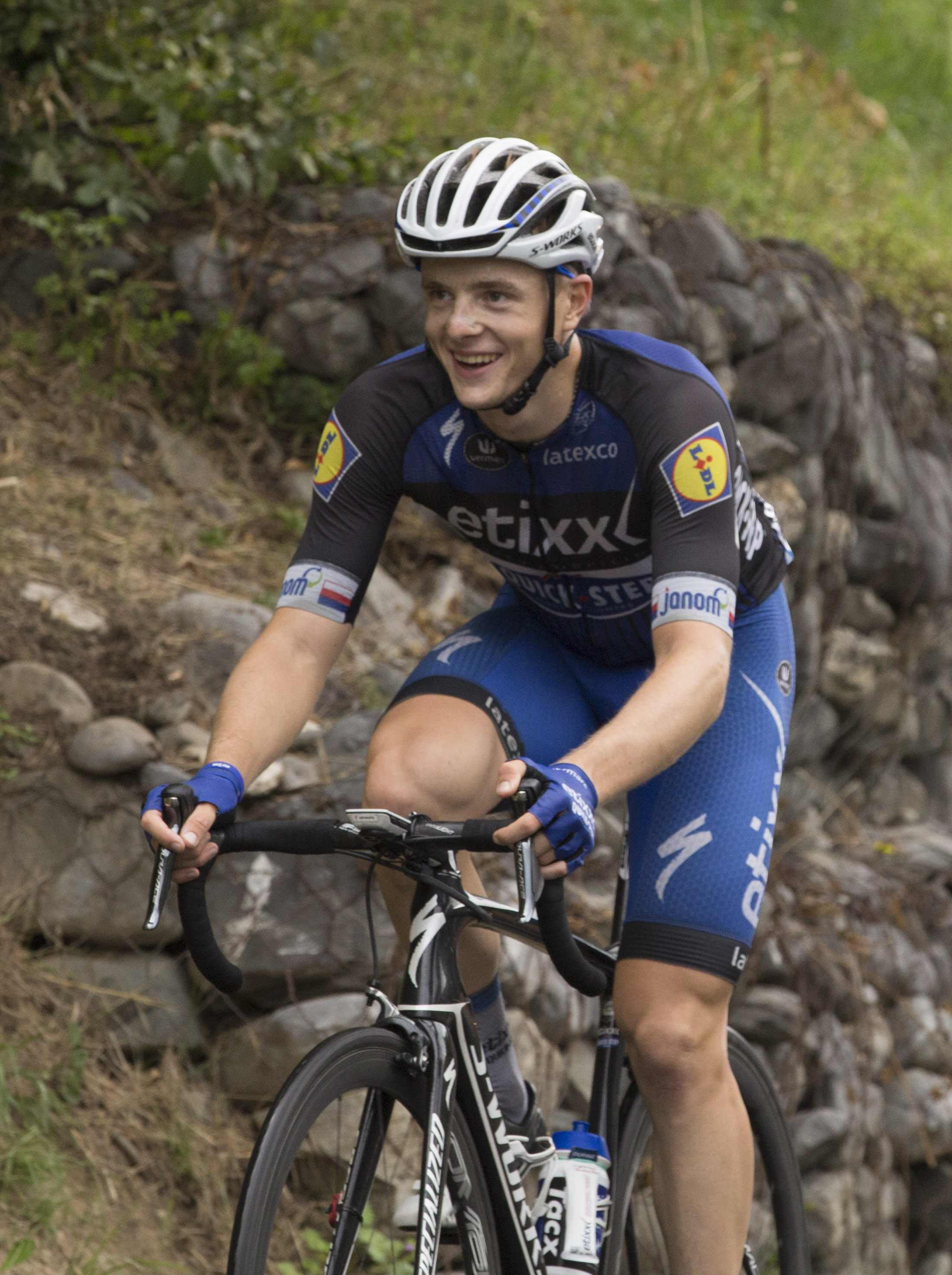
Petr Vakoč vann båda loppen 2016 och är den ende (till och med 2022) som vunnit båda samma år.

Les Boucles Drôme-Ardèche är ett samlingsnamn för två professionella endags cykeltävlingar som körs under ett veckoslut i februari i sydöstra Frankrike på vardera sidan om floden Rhône. På lördagen körs Classic de l'Ardèche med start och mål i Guilherand-Granges (departementet Ardèche) på flodens västra sida och på söndagen La Drôme Classic med start och mål i departementet Drôme på dess östra sida. Båda loppen arrangeras av Ruoms Cyclisme Organisation och körs i olika slingor som utgår från och återvänder till start- och målorten (som därigenom passeras några gånger under loppet) och namnet betyder "Drôme-Ardèches slingor".